# GSC1875-1883
GSC1875-1883 — хімічно пекулярна зоря спектрального класу B9, що має видиму зоряну величину в смузі V приблизно 10,9.

## Пекулярний хімічний вміст
Зоряна атмосфера GSC1875-1883 має підвищений вміст 
Si
.